# トランジスタ・ティーセット〜電気街路図〜
『トランジスタ・ティーセット〜電気街路図〜』（トランジスタ・ティーセット〜でんきがいろず〜）は、里好（さと よしみ）による日本の漫画作品。

## 概要
芳文社の『まんがタイムきららフォワード』で、2008年9月号から2011年11月号にかけて連載された。
秋葉原や万世橋などの描写は、実際に即したリアルなものとなっている。
2009年11月26日には、ドラマCDが発売された。

## 作品概要
世界的に注目されている「秋葉原」だが、旧来の部品屋街である「秋葉原無線商店街」は、すっかり斜陽で客足もさっぱり。
そんな部品屋街の中で、祖父の店を継いだ半田すず、その幼なじみでメイドのみどり、すずの友人のさいりといった少女たちの、時に騒々しく、時にまったりした日々の生活を描く作品。

## 登場人物
声優は、ドラマCDのキャスト。
半田 すず（はんだ すず）
声：井上麻里奈
本作の主人公。秋葉原で電子部品を販売する「半田無線」の現店主。セミロングの黒髪を、短いポニーテールにまとめている。瞳も黒。
現役の女子高生（正しくは南千住にある東電高専・電気科の生徒）だが、あまり学校には行っていない。店の2Fで寝起きしている。
電子工作、ロボット、その他機械類など、メカが大好き。メカ系に関しては天賦の才があり、回路組みの天才、また電気科なのに旋盤の扱いやプログラミングもこなし、「高専始まって以来の天才技術系女」として校内では有名。「人間回路シミュレータ」「一人ロボ工場」「女ダビンチ」など、数々の二つ名で呼ばれている。
その才能を見込んだ女子ロボ部から勧誘を受け、当初は「店があるから」と拒否していたものの、結局は「外部の協力者程度」との条件で入部する。
幼い頃、みどりと一時的に同居していて、みどりを親友と思っている。みどりが商店街に戻ってからは、自店の2F（ただし部屋は別）に住まわせている。
中学の頃、大好きだった祖父の死や、家族との関係などで精神的に不安定になり、髪を脱色したり学校に行かなかったりと、少しやさぐれていたことがある。この頃にダイと出会い、当時あった秋葉原駅前広場のバスケコートで、ダイの相手をしていた。そのダイの一途な夢や行動に後押しされ、決して楽ではない「半田無線を継ぐ」ことを決心した。
名前の由来は、電子工作に必須の「はんだ」と、その主成分である「すず」から。
木場 みどり（きば みどり）
声: ゆかな
半田無線の向かいに開店したメイド喫茶「ASSEMBLAGE（アセンブラージュ）」の店主。すずの幼なじみ。ライトグリーンのロングヘアー。瞳もライトグリーン。
幼い頃、一時的にすずと同居していたが、その後長らく海外留学に出ていて、最近帰国した。ただし留学は修了したのではなく、途中で「逃げ帰った」らしい。
帰国後、秋葉原に店を開いてからは、すずの店の2Fで寝起きしている。
同性ながらも、すずをこよなく愛しており、毎朝すずを起こすためにすずの寝室に乱入する。
メイド喫茶の店主としては致命的なことに、料理はもとより、コーヒーや紅茶を淹れることすらできない。紅茶を淹れるのにサイフォンを使い、しかもアルコールをサイフォン内に入れたり、1杯分を淹れるのにストックの茶葉を使い切ったり、淹れた後には髪がアフロ状態になったりする。
長らくホテル暮らしができた等、謎が多い。実家がかなりの富豪と思わせる描写もある。
浅からぬ関係らしき知人に、著名な投資家がいる。その投資対象は秋葉原にも伸びかけており、秋葉原無線商店街界隈の再開発も検討しているらしく、現状維持を望むみどりとは激しく対立している。このためか、みどりは商店街の活性化に強い情熱を燃やし、秋葉原駅前でのビラ配りなどをよく企画する。

須田 さいり（すだ さいり）
声: 桑島法子
小学生の少女。秋葉原無線商店街の会長の孫娘。明るい栗色のロングヘアーをツインテールにまとめている。さらに、ツリ目、強気といった属性を備える。
すずを慕っていて、突然現れたみどりに敵意を向ける。鏡とともに、みどりを追い出そうとしたこともある。
みどりが帰って来てからは、負けじと朝にすずを起こしに訪れる。
すずは「半田」と呼び捨て、またみどりは名前ではなく「メイド」と呼ぶ。
格闘技が好きで、気に入らない相手には遠慮なく蹴りを入れる。
学校ではモテモテのようで、クラスの男子はほぼ全員が「さいりファン」らしい。
男性が苦手（しかもすずが大好き）で、初対面のエミ太（男性と思い込んだ）にかわいがられた時はパニックに陥ったあげく、気絶してしまった。
すずの私室に入り浸ることが多く、どこに何があるかをほぼ知っている。昔のアルバムや0点の答案、また「一般誌ではモザイクが必要な物体」まで見つけている。
名前の由来は「サイリスタ」→「さいり・すた」→「すだ・さいり」から。また、かつて交通博物館があった付近の地名が「須田町（すだちょう）」である。
大代 鏡（おおしろ かがみ）
声: 野中藍
商店街内の「ノギス計器」の店主・乃木須（のぎす）の実娘。さいりとは幼なじみで親友。青みを帯びた黒髪のショートヘアー。
当初、父親と姓が違うのは「ご愛敬」と紹介されていたが、実は父母が離婚しており、その後は母親に引き取られたため。当然ながら父親とは別居中だが、ほぼ毎日のように商店街に来て、父親と会っている。これは母親に禁じられていたことで、しばらくは母親の目を盗んで来ていた。後にはっきりと「父親とも会いたい」と主張し、鏡の成長を認めた母親から、晴れて公認の下に自由な訪問が許された。
優しく、またやや気弱なところがあり、さいりに引きずられることが多い（みどり追い出し作戦に駆り出された等）。
名前の由来は「オシロスコープ」→「おーしろ・スコープ」→「おおしろ・鏡」から。
キリコ
フルネームは不明。すずが通っている東電高専の女子生徒。赤銅色のショートヘアーで、カチューシャを愛用する。ツリ目で、やや強気な性格。なぜか「キリコ・レクター」というあだ名をつけられている。
高専では「第二ロボット研究部（通称“女子ロボ部”）」の部長。当初は既存のロボ部に所属していたが、いわゆるロボコンに男子ばかりが出場していることに強い疑問を抱き、独立して“女子だけのロボ部”を設立した。
すずの能力を女子ロボ部で生かしてもらうべく、すずに激しく勧誘を行い、最後には入部させることに成功する。
部費の不足に困窮していたが、みどりから超高額（時給が、すずの店の1日の売り上げより高額）でのアルバイトを提示され、メイド服を着ることに多少の抵抗を感じつつも、結局は引き受ける。
塁とは中学時代からの知り合いで、中学の頃は塁に片想いをしていた。塁と同じ東電高専に進学したのも、塁を追っかけたとのうわさがあるほど。ただし、塁のオタクぶり（特に、現実の女性に目が向かないこと）に愛想を尽かしたはずだが、実はまだ“引きずって”いる。
エミ太（えみた）
本名不明。すずが通っている東電高専の女子生徒。ややボサボサの、銀色のショートヘアー。タレ目で、若干流されがちな優しい性格。長身、極めて胸が薄い、顔立ちがボーイッシュ（しかもイケメン）、私服ではパンツルックが多いということもあり、しばしば男性と間違えられる（本人もそれが悩み）。
女子ロボ部の副部長。というか、女子ロボ部は当初キリコとエミ太だけだったので、必然的に副部長となっている。
キリコとは違い、メイド服には抵抗がなく、みどりから提示されたアルバイトは、喜んで引き受けた。
自分が大きい分、小さい子が好きで、初対面のさいりを極度にかわいがり、男性と思い込んださいりを気絶させたことがある。その時、上半身が裸だったのに女性と認識されなかったことについて、後で激しく落ち込んだ。
塁（るい）
フルネームは不明。すずが通っている東電高専の男子生徒。
高専では「ロボット研究部（通称“男子ロボ部”または“ロボ研”）」の部長。
痩せた長身にメガネと、一見クールな秀才スタイルだが、その中身は筋金入りのオタク。特にメイド関連では、ツンや殴られたりというのも「むしろイイ!!」と連発する等、ややMっ気すら匂わせるほど。高専に進学した理由も「2次元を3次元化してハーレムを作る」という、オタクまる出しのものだった。
ロボ部で使う部品は、電子部品はもちろん、モータ等のメカ部品も「同校のよしみ」で半田無線に発注し、すずの店の売り上げに貢献している。
近藤 伝作（こんどう でんさく）
商店街の長老の1人。第二次大戦で出征したほどの高齢。戦時中に満州へ渡り、終戦後は約3年のシベリア抑留を経て、日本に復員した。
かつての「雪子」との恋話を、万世橋の上ですずとみどりに語り聞かせる。
名前の由来は「コンデンサ」→「こん・でんさ」→「こんどう・でんさく」から。
雪子（ゆきこ）
かつて、伝作と恋仲になった女性。黒髪のロングヘアー。戦時中に疎開し、伝作の復員を知ることなく、亡くなった。
幽霊となって現代の万世橋の付近に出没し、黒セーラー服の姿ですずに「万世橋駅はどこか」とたずねた。後に、商店街にもこっそり現れている。
雪子の孫娘
本名は不明。昌平橋の上で伝作やすず、みどりと出会う。祖母と同じ、黒髪のロングヘアー。
伝作に雪子が想いを残して亡くなったことを伝えた後、伝作に一目ぼれして、しばしば商店街を訪れて伝作に会っている。
一見高校生に見えるが、20歳である。
乃木須（のぎす）
ファーストネームは不明。商店街内の「ノギス計器」の店主。鏡の実父。長身で細いメガネをかけている。
何でも「測定する」ことが生きがいで、今も実娘の鏡の“身体のあちこちのサイズ”や心電図を、毎日のように測定している。
画力は相当なものがあるが、「かわいいもの」を描かせると、必ず娘の鏡（によく似た少女）を描く。
やたらと測定する癖に愛想をつかされ、妻とは離婚。娘の鏡も「教育上よくない」との理由で、親権は母親となっている。
名前はノギスから。
マツカン
本名不明。商店街内の「マツダ音響」の店主。大きく四角い枠という、古めかしいデザインのメガネに分厚い唇、いつもニット帽を着用という「ダサい昭和のオヤジ」そのもののスタイル。
妻と娘がいたが、オーディオにはまりまくったあげくに家まで改造したところで、妻が娘とともに家を出てしまい、今は独身。
商店街で海水浴へ出かけた時に「トランスを持って来るバカはいない」と言いつつ、きっちりと持参していて、すずに「ナイスバカ」と呼ばれた。
「マツダ」は自動車ブランドではなくGE、および日本では東芝がライセンスを受けた、戦前から1960年代まで使われた電球や真空管のブランド。
鄭 洸妃（てい こうき）
「台北通商」の店主。一見女性のようだが、性別・国籍ともに不明。チャイナドレスをまとい、ロングヘアーを独特の髪形にまとめている。
怪しげな商品を扱い、商店街活性化のためにメイドロボを作ろうとした時には、その素体として“使用済み”のダッチワイフを提供したり、胴体として「夜な夜な勝手に自立二足歩行する人体模型」という極めて怪しいものを提供したりする、ある意味「困ったお姉さん」である。
名前の由来は「抵抗器」→「てい・こうき」から。
大戸 ダイ（おおと だい）
すずが中学生の頃に出会った、バスケ好きの爽やかな少年。すずより少し年上。
秋葉原駅前にあったバスケコートで練習をしていたが、たまたまボールが当たったすずと言葉を交わし、すずに練習相手になってもらう。
ある日、交通事故に遭い両足に重傷を負うが、すずとのリハビリを兼ねたバスケ練習を経て、アメリカへ渡る。アメリカではさらにリハビリと鍛錬を積み、「日本からの開幕選手チャレンジャー」として注目される存在となっている。
名前の由来は「ダイオード」→「だい・おおと」→「おおと・だい」から。
謎の老人
さいりが地下倉庫で崩壊した荷物の下敷きになって気絶した時、その夢の中に登場した老軍人。さいりは「じーさん」と呼んでいた。
軍服を着込み、軍帽を深くかぶっている。恰幅のよい肢体に豊かなひげと白髪が特徴。
かつての万世橋駅前に銅像があったことや、さいりの夢の中ながらも「旅順港閉塞作戦」の光景で記憶を取り戻したり、その船上で「杉野はどこだー!!」と叫んだこと等から、その正体は広瀬武夫である。
地下倉庫からの長い通路を進むに連れて少しずつ記憶が戻り、最後の長い梯子を上がって船上に至ると、その姿も老人から戦死時の若い姿に戻ったが、史実の通りに部下を探しに行き、姿を消した。

## 主な舞台
秋葉原無線商店街（あきはばらむせんしょうてんがい）
秋葉原地区に古く（戦後すぐの頃）からある、電子部品屋の多い商店街。ほぼ全体に古めかしいレンガ造りとなっている。建物は戦前からのもので、地下には防空壕の名残があり、今は共用倉庫として使われている。
秋葉原駅から徒歩で約10分とやや遠いせいか、すっかり客足が遠のき、各店ともに暇を持てあましている。
半田無線（はんだむせん）
秋葉原無線商店街の中の1店舗。いわゆる電子部品屋。店主はすず。
2Fはすずの生活スペース。すずの部屋は、ほぼいつも施錠されておらず、キリコやエミ太の着替えに使われるほか、さいりが入り浸っていることが多い。
ASSEMBLAGE（アセンブラージュ）
秋葉原無線商店街に開店したメイド喫茶。店主はみどり。本来なら古い部品屋街にメイド喫茶が出店することは極めて困難だが、みどりは商店街の店主たちの知人であったため、問題なく開店できた。

## 書誌情報

### 単行本
芳文社より「まんがタイムKRコミックス」として刊行されている。
1. 第1巻（2009年3月12日初版発売・2009年3月27日初版発行） ISBN 978-4-8322-7786-1
2. 第2巻（2009年11月11日初版発売・2009年11月26日初版発行） ISBN 978-4-8322-7857-8
3. 第3巻（2010年10月12日初版発売・2010年10月27日初版発行） ISBN 978-4-8322-7949-0
4. 第4巻（2011年5月12日初版発売・2011年5月27日初版発行） ISBN 978-4-8322-4027-8
5. 第5巻（2011年11月11日初版発売・2011年11月26日初版発行） ISBN 978-4-8322-4081-0

### ドラマCD
「ドラマCD トランジスタ・ティーセット〜電気街路図〜」は、2009年11月26日に、フロンティアワークスより発売された。
シナリオは原作者自身によるオリジナル。収録は第1話〜第5話とトラック分けされているが、内容は連続した1本のストーリーである。
さいりの父方の祖父が息子（さいりの父）に宛てて録音していた古いレコードのメッセージにより、すずたちが秋葉原界隈で「宝探し」をする、というストーリーになっている。
登場人物欄以外の出演声優は、以下の通り。
- さいり父・さいり祖父 - 小山力也
- 秘書 - 高本めぐみ
- 客 - 会一太郎

1. ドラマCD トランジスタ・ティーセット〜電気街路図〜 FCCC-0167